# Johann Reinhold Forster
Johann Reinhold Forster (Dirschau, actualmente Tczew, provincia de Prusia Real, 22 de octubre de 1729 - Halle, Reino de Prusia, Sacro Imperio Romano Germánico, 9 de diciembre de 1798) fue un naturalista y pastor luterano alemán de origen escocés (Forrester).
Forster hizo contribuciones a los orígenes de la ornitología de Europa y Norteamérica. Es conocido principalmente por haber sido el naturalista del segundo viaje de James Cook al océano Pacífico, en el que estuvo acompañado por su hijo Georg Forster.

## Biografía

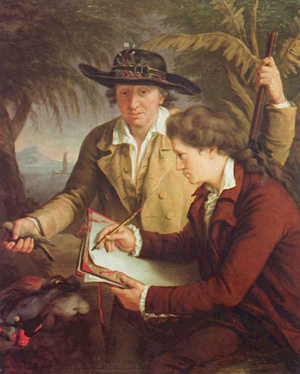
Los naturalistas Johann Reinhold Forster y su hijo Georg Forster en Tahití.

Forster nació en la ciudad de Dirschau, actualmente Tczew, provincia de Prusia Real, 32 km al sur de Danzig. Estudió teología en la universidad de Halle, Alemania, y después sirvió como pastor luterano.
En 1766 viajó a Inglaterra con su hijo Georg. Allí estuvo tres años dando clases en la Academia Dissenter en Warrington, sucediendo a Joseph Priestley. Después se trasladó a Londres, donde se haría conocido como naturalista. Cuando Joseph Banks se retiró en el último momento del puesto de naturalista para el segundo viaje de James Cook, Forster y su hijo fueron propuestos para cubrir la plaza.
En julio de 1772 partieron en el Resolution, volviendo a Inglaterra en julio de 1775. Durante una parada en Ciudad del Cabo, Forster tomó a Anders Sparrman como asistente.
Los dos Forsters escribieron diarios detallados de todo lo que vieron durante su viaje y recogieron colecciones extensas tanto de especímenes como de artefactos. A su vuelta Forster publicó Observations Made during a Voyage round the World (1778). Sin embargo, los ingresos del libro fueron insuficientes para pagar sus deudas y la mayor parte de los dibujos que realizó en el viaje se los vendió a Joseph Banks. Durante los años siguientes Forster escribió varias obras, entre otras la traducción al alemán de la obra de Thomas Pennant Arctic Zoology.
En noviembre de 1779 Forster fue nombrado profesor de historia natural y mineralogía de la Universidad de Halle, donde permaneció hasta su muerte. Su Descriptiones animalium, completada antes de acabar el primer mes a su vuelta del viaje con Cook, fue editada por Hinrich Lichtenstein y publicada en 1844.

## Cita
Sire, ich habe bereits fünf Könige gesehen, drei wilde, zwei zahme; aber wie Ew. Majestät keinen.
Señor, ya he visto cinco reyes, tres salvajes, dos domesticados, pero como Su Excelencia Majestad, no.
Federico II el Grande.

## Otras publicaciones
- Observations Made during a Voyage round the World, 1778
- Geschichte der Entdeckungen und Schiffahrten im Norden, Johann Reinhold Forster, Frankfurt/Oder, 1784
- Descriptiones animalium, 1844 von Martin Hinrich Lichtenstein veröffentlicht
- The Resolution Journal of Johann Reinhold Forster. Ed. Michael E. Hoare, Vols. 1-4, Hakluyt Society. Londres, 1982

### Epónimos
- (Stylidiaceae) Forsteria Neck.[3]